# Bonifatius av Savojen
Bonifatius av Savojen, född 1245, död 1263, var regerande greve av Savojen från 1253 till 1263.